# 药草台寺
药草台寺，位于中国青海省海东市乐都区瞿昙乡台沿村，1998年12月22日公布为第六批青海省文物保护单位，2013年3月5日公布为第七批全国重点文物保护单位，归入第二批全国重点文物保护单位瞿昙寺。